# Adrian Stoian
Adrian Marius Stoian (Craiova, 11 februari 1991) is een Roemeens voormalig voetballer die doorgaans als aanvaller speelde. Stoian speelde het merendeel van zijn loopbaan in Italië en kwam tot twee interlands voor het Roemeens voetbalelftal.

## Clubcarrière
Stoian speelde in de jeugd bij de Roemeense club SF Gica Popescu, waarna AS Roma hem overnam. Hier debuteerde hij op 21 maart 2009. Hij kwam een minuut voor tijd het veld in tijdens de wedstrijd tegen Juventus. Hierna verhuurde Roma hem achtereenvolgens aan Pescara en AS Bari. Op 22 juni 2012 lichtte AS Bari na de huurperiode de optie tot koop toe. Een week later kocht AS Roma hem echter weer terug voor €1.000.000. Op 15 juli 2012 tekende Stoian een contract bij Chievo Verona. De club verhuurde hem gedurende het seizoen 2013/14 aan Genoa CFC en AS Bari. In 2015 werd Stoian nog enkele maanden verhuurd aan FC Crotone. Sinds de zomer van 2015 was hij clubloos, nadat zijn contract bij Chievo Verona afliep. Op 25 augustus 2015 tekende hij een contract tot medio 2018 bij FC Crotone, de nummer 17 van het voorgaande seizoen in de Serie B. In zijn eerste seizoen promoveerde de club voor het eerst in de historie naar de Serie A. 

## Interlandcarrière
Stoian speelde in verschillende Roemeense nationale jeugdelftallen. Op 4 juni 2013 maakte hij zijn debuut in het Roemeens voetbalelftal, in een oefeninterland tegen Trinidad en Tobago. Op 5 juni 2018 speelde Stoian zijn tweedee en tevens laatste interland, een oefenwedstrijd tegen Finland.